# نادي ترجوفيشت لكرة السلة
نادي ترجوفيشت لكرة السلة (بالرومانية: MCM Târgoviște)‏ هو فريق كرة سلة روماني للسيدات تأسس في سنة 1991 يقع مقره في ترجوفيشت، رومانيا. ينافس في الدوري الروماني لكرة السلة للسيدات.

## الإنجازات
الدوري الروماني لكرة السلة للسيدات
الفوز (12): 1994–95، 1995–96، 2001–02، 2002–03، 2003–04، 2004–05، 2006–07، 2008–09، 2009–10، 2011–12، 2013–14، 2014–15
الوصافة (3): 2005–06، 2012–13، 2015–16

## أبرز اللاعبات
من أبرز اللاعبات اللاتي لعبن معه:
- إلينا بابكينا
- ليندا فروليش
- مونيك كوري
- نيكي أنوسيك
- تينا تومسون

## وصلات خارجية
- الموقع الرسمي